# Samuel van Huls
Samuel van Huls (Delft, 17 mei 1596 - Den Haag, 21 februari 1687) was een Nederlandse jurist en secretaris van Frederik Hendrik. Hij is bekend door de grote verzameling 17de-eeuwse moppen en raadsels die hij heeft nagelaten.

## Biografie
Samuel van Huls werd geboren als zoon van Willem Johanszoon van Huls en Geertruid van Heukelshoven. Hij huwde na een lang vrijgezellenbestaan op 14 juli 1649 Sara Maria le Maire en kreeg met haar tien kinderen, van wie er zes op jonge leeftijd kwamen te overlijden. Alleen de dochters Sara en Catharina en de twee zonen Carel en Samuel junior (die vaak met zijn vader wordt verward) bereikten de volwassenheid. Ook Sara, Catharina en Carel stierven op jonge leeftijd, alleen zoon Samuel zou net als zijn vader een hoge leeftijd bereiken.
De jurist Van Huls was secretaris van Frederik Hendrik, en later eerste klerk van de griffie van de Staten-Generaal, waarbij ambtelijke missies hem naar Engeland brachten. Tussen 1664 en 1672 nam hij deel aan het bestuur van Den Haag. Hij stierf ten slotte hoogbejaard in Den Haag op 21 februari 1687.

## De moppen- en raadselverzameling van Samuel van Huls
Bij het Haags Gemeentearchief berust de grote moppen- en raadselverzameling van Samuel van Huls. Het verzamelen van moppen was onder de Haagse 17de-eeuwse elite een tamelijk populair tijdverdrijf. Zijn vrienden de advocaat Aernout van Overbeke, Hendrik Bruno (1617-1664, leermeester van de zonen van Constantijn Huygens), Constantijn Huygens jr. en Willem Dimmer (1614-1684, advocaat en raad van de prins van Oranje) legden ook een moppenverzameling aan. De moppen die Van Overbeke verzamelde zijn bewaard bij de Koninklijke Bibliotheek. De collecties van Huygens en Dimmer zijn vermoedelijk verloren gegaan.
Waarschijnlijk verzamelde Van Huls zijn levenlang moppen en raadsels, maar veel dateren van omstreeks 1650. De moppen over Frederik Hendrik gaan vermoedelijk terug op anekdotes die hij heeft gehoord in de periode dat hijzelf secretaris van de prins was.
Aan het hof van Frederik Hendrik waren raadselwedstrijden populair. Een aantal van zijn raadsels zal Van Huls hier hebben opgepikt.
Veel moppen kwamen hem via vrienden en bekenden ter ore, maar Van Huls heeft vast ook moppenboeken geraadpleegd. Er waren in de 17de eeuw verschillende kluchtboeken in omloop, zoals het Nederlandstalige kluchtboek Het leven en bedrijf van Klaas Nar. Dit was een vertaling van een Duitse bundel anekdoten uit 1572. Verschillende Klaas Nar-grappen zijn in de moppenverzameling van Van Huls te vinden. Bekend was ook het moppenboek Het leven en bedrijf van Clément Marot. Er komen inderdaad verschillende ‘Marot’-grappen in de verzameling van Samuel van Huls voor. Sommige van zijn moppen hebben een traditie van eeuwen, zoals de moppen uit de klassieke oudheid.

## Psalmenberijming
Op hoge leeftijd gaf Samuel van Huls zijn berijmingen van de psalmen van David uit. Zijn werk Davids Psalmen of harpzangen, meest met de eige woorden van de nieuwe overzettinge, en op de wijze in de Gereformeerde kerk gebruikelijk gerijmt verscheen in 1682.